# ديريبا ميرغا
ديريبا ميرغا إيجيغو (بالأمهرية: ደርባ መርጋ አጅጉ) هو عداء ماراثون ومسافات طويلة إثيوبي ولد في يوم 26 أكتوبر 1980. أبرز إنجازاته هو فوزه بالمركز الأول في ماراثوني هيوستن وبوسطن في سنة 2009.

## روابط خارجية
- ديريبا ميرغا على موقع الاتحاد الدولي لألعاب القوى (الإنجليزية)
- ديريبا ميرغا على موقع اللجنة الأولمبية الدولية (الإنجليزية)
- ديريبا ميرغا على موقع أوليمبيديا (الإنجليزية)